# Cartoon Wars I
Pour les articles homonymes, voir Cartoon Wars.
Cartoon Wars I (Cartoon Wars Part I en version originale) est le troisième épisode de la dixième saison de la série animée South Park, ainsi que le 142e épisode de l'émission. C'est aussi le premier épisode d'un diptyque qui se termine avec Cartoon Wars II.

## Synopsis
Cartman et Kyle partent en guerre contre la diffusion d'un épisode des Griffin. En effet, cette série va diffuser une caricature de Mahomet ce qui risque de déclencher des vagues d'attentats. Le destin des Griffin dépendra du premier des deux à atteindre Hollywood.